# Rüdiger Lubricht
Rüdiger Lubricht (* 1947 in Bremen) ist ein deutscher Fotograf.
Lubricht ist seit 1989 als freischaffender Fotograf tätig. Von 2001 bis 2002 war er Gastprofessor an der Hochschule für Künste Bremen. Während der Jahre 2008, 2010 und 2011 ging er einem Lehrauftrag an der Kunstakademie Münster nach. Er lebt in Worpswede.
In einem Langzeitprojekt dokumentiert er das Leben in der Sperrzone um das ehemalige Kernkraftwerk Tschernobyl.

## Ehrungen
- 2008: Kunstpreis des Landkreises Osterholz